# Virtua Fighter 5
Virtua Fighter 5 es la última entrega en la serie Virtua Fighter, desarrollado por Sega. Debutó el 12 de julio de 2006 en Japón y posteriormente fue lanzado para PlayStation 3 el 20 de febrero de 2007 (a pesar de haberse anunciado para el 23 de febrero) y fue un título de lanzamiento para la consola en Europa. 
Más tarde, durante el verano de 2007 se lanzó en Xbox 360 como lo había confirmado Sega el 21 de diciembre de 2006. Se dice que la versión para Xbox 360 tiene ventajas ante la versión de PlayStation 3 por las mejoras incluidas que aportaba la 'Versión C' que se lanzó más adelante en arcade y fue importada a Xbox, mientras que la versión de PlayStation 3 será fue la segunda versión del juego 'Versión B'.
El juego vendió 88,622 copias en sus primeros 9 días, para diciembre vendió 90,000 unidades en Europa, y 20,548 en Estados Unidos, en Japón consiguió con 66,952 copias, hasta la fecha. Esta entrega lleva vendiendo aproximadamente 700,000 copias a nivel mundial y también ganó un premio en los Spike Tv Awards en la categoría de Mejor Juego De Lucha Del 2007.
En verano de 2021 se lanzó una versión de Virtua Fighter 5 titulada Virtua Fighter 5: Ultimate Showdown para Playstation 4. Una versión que mejoraba los gráficos y añadía distintos modos de juego sobretodo orientados a partidas online.
Dicha version "Virtua Fighter 5: Ultimate Showdown" únicamente se encuentra disponible en formato digital.

## Historia
Se han enviado todas las invitaciones para el Quinto Torneo Mundial de Lucha. Y ahora, los 17 mejores luchadores del mundo comienzan sus fases finales de preparación. Deben aprender de sus errores anteriores y perfeccionar cada aspecto de su mente, cuerpo y alma, ya que no hay lugar para errores en esta competencia. No saben que J6, la organización que financia el torneo, tiene motivos siniestros para el concurso y el programa Dural de alto secreto de la compañía ya está en marcha. En la búsqueda de la dominación mundial por parte de la organización, los científicos de J6 están creando la máquina de combate definitiva con características humanas. Su primer modelo fue derrotado en el Cuarto Torneo Mundial de Lucha, que los llevó a secuestrar a Vanessa. Pudo escapar con la ayuda de una fuente.
J6 está decidido a descubrir al traidor que liberó a Vanessa y ver si V-Dural está listo para derrotar a los mejores luchadores del mundo. El Quinto Torneo Mundial de Lucha revelará ambos.

## Personajes

### Personajes que regresan
- Akira Yuki
- Pai Chan
- Lau Chan
- Wolf Hawkfield
- Jeffry McWild
- Kage-Maru
- Sarah Bryant
- Jacky Bryant
- Shun Di
- Lion Rafale
- Aoi Umenokoji
- Lei-Fei
- Vanessa Lewis
- Brad Burns
- Goh Hinogami
- Taka-Arashi
- Dural

### Nuevos personajes
- Eileen
- El Blaze
- Jean Kujo
- Lo Vewnyoi

## Recepción
El juego llegó al número 7 en la lista de ventas del Reino Unido. El juego recibió un gran reconocimiento de la mayoría de los críticos. Edge clasificó el juego #24 en su lista de "Los 100 mejores juegos para jugar hoy" (el luchador 3D mejor calificado de la lista), afirmando que "Uno de los grandes mitos de los juegos es que VF es inaccesible para todos menos para los iniciados. se encarga de los adictos al conteo de cuadros, por supuesto, pero el núcleo de la serie AM2 es un hermoso equilibrio de ataque, bloqueo y contraataque que cualquiera puede disfrutar. Cada nueva entrada se refina, haciendo que esa animación sólida sea aún más fluida e introduce nuevos personajes que parece que siempre estuvieron ahí".
Final Showdown recibió un 9/10 de Eurogamer, que lo llamó "más profundo que cualquiera de sus pares". Edge comparó favorablemente Final Showdown con Street Fighter IV, Marvel vs. Capcom 3, Soulcalibur V y Mortal Kombat, y señaló "Su prudencia, ese velo de simplicidad que oculta un sistema de posibilidades y profundidad asombrosas, lo convierte en uno de los más puros juegos de lucha en el mercado hoy". El juego apareció en 1001 Videojuegos que debes jugar antes de morir, y el periodista Richard Stanton declaró "No importa cuán bueno sea el último Street Fighter o Tekken, seguirán siendo adolescentes indisciplinados en comparación con el dominio fresco y maduro de la lucha de Virtua Fighter.